# قياسة نيكولاوية
القياسة النيكولاوية (الاسم العلمي:Plusia nichollae) هي نوع من الحشرات تتبع جنس القياسة من فصيلة الليليات.